# Chris Jacobs
Chris Jacobs (n. 25 septembrie 1964) este un înotător american, medaliat olimpic. A participat la o ediție a Jocurilor Olimpice (1988) în care a câștigat 3 medalii de aur și o medalie de argint.